# Caroline Amalie
Caroline Amalie (28. juni 1796 i København – 9. marts 1881) var hertugdatter og dronning af Danmark. I 1815 ægtede hun arvingen til den danske trone prins Christian Frederik, den senere Christian VIII, og var dronning 1839–1848. Hun engagerede sig i filantropisk virksomhed, asyler, skoler og plejeforeninger. Hun knyttede sig nært til Vartov-præsten N.F.S. Grundtvigs forkyndelse og var ham og den grundtvigske bevægelse til uvurderlig støtte. Som medlem af den augustenborgske hertugfamilie blev hun i tiden som dronning i større kredse tillagt manglende nationale sympatier, men hun blev som enkedronning højt respekteret og værdsat af det danske folk.

## Barndom og ungdom
Prinsesse Caroline Amalie blev født den 28. juni 1796 i familiepalæet i København som datter af Frederik Christian 2., hertug af Slesvig-Holsten-Sønderborg-Augustenborg (1765-1814) og hustru prinsesse Louise Augusta af Danmark (1771-1843), der var halvsøster til kong Frederik VI. Prinsesse Louise Augusta var frugt af forholdet mellem kong Christian VII´s dronning Caroline Mathilde og kongens livlæge Johann Friedrich Struensee.
Prinsesse Caroline Amalie voksede op i palæet, Dehns Palæ, i Bredgade i København, hvor hun blev nært knyttet til kronprinsparret (kong Frederik VI og dronning Marie Sophie Frederikke). En dybtgående familiestrid førte imidlertid i 1810 til et åbent brud mellem hendes far og kong Frederik VI, og familien boede derefter på Augustenborg Slot, hvor faderen, bitter og nedbrudt, blev omsorgsfuldt plejet af sin datter. Han døde den 14. juli 1814. Forholdet mellem forældrene var stærkt påvirket af familiestriden, idet moderen forblev meget loyal over for sin bror kong Frederik VI.
Caroline Amalies to brødre Christian August, (1798-1869) og Frederik Emil August (1800-1865), kaldet ”Prinsen af Nøhr”, var begge hertuger af Slesvig-Holsten-Sønderborg-Augustenborg. De stillede sig i marts 1848 i spidsen for oprøret i hertugdømmerne, der blev optakten til Den første slesvigske Krig, og de blev efter krigen landsforvist og døde i udlandet.

## Ægteskab
I december 1814 blev Caroline Amalie forlovet med den danske prins Christian Frederik, den senere kong Christian den VIII (1786-1848), som var arving til den danske trone, idet hans fætter kong Frederik VI ikke havde sønner, der kunne efterfølge ham. Prins Christian Frederik havde været gift i årene 1806-1810, fra dette ægteskab havde han sønnen Frederik, den senere kong Frederik VII.
Efter brylluppet på Augustenborg Slot den 22. maj 1815 tog de nygifte ophold i sommerresidensen på Sorgenfri Slot, der skulle komme til at spille en stor rolle i Caroline Amalies tilværelse. Christian Frederik havde i 1805 efter sin far arvet det Levetzauske Palæ på Amalienborg, nu Christians VIII´s Palæ.
Efter tiden som statholder i Norge og den korte periode fra maj til oktober 1814, hvor han var valgt som Norges konstitutionelle konge, nød Christian Frederik ikke sin fætter kong Frederik VI´s tillid. Han blev derfor udnævnt til guvernør over Fyn med domicil på Odense Slot, svarende til intern forvisning fra hoffet i København.
Kronprinsparret foretog i det følgende år flere udlandsrejser, hvoraf den mest omfattende i 1818-1822 gik til Tyskland, Italien, Schweiz, Frankrig og England. På rejserne fik parret lejlighed til gennem samtaler med fyrster, ledende statsmænd og kunstnere at danne sig et indtryk af den rige kulturelle udvikling, der i disse år satte sit præg på Europa samt til at skabe sig et værdifuldt netværk af personlige kontakter inden for politik, kunst og videnskab.
Ægteskabet var til deres store sorg barnløst. Skønt arving til tronen var prins Christian Frederik i mange år uden indflydelse på statens førelse og først i 1831 fik han sæde i statsrådet.
Ved kong Frederik den VI´s død den 3. december 1839 arvede Christian Frederik tronen som kong Christian VIII, og Caroline Amalie blev dronning. Som det sidste kongepar under enevælden blev de salvet i Frederiksborg Slotskirke den 28. juni 1840.
I de national-liberale kredse forventede man, at han ville give landet en fri forfatning i lighed med hans indsats som statholder i Norge, hvor han gav landet en grundlov Eidsvoll-forfatningen den 17. maj 1814, men nu som konge i Danmark tøvede han. Som hertug over Slesvig, Holsten og Lauenborg så han modsætningerne mellem dansk og tysk vokse i omfang, og han ønskede at kunne dele sol og vind lige. I hans tid som konge øgedes oppositionens modstand mod ham. Han forberedte en afløsning af Enevælden som styreform til ikrafttræden september 1848, men akut sygdom i januar 1848 tvang ham til sengs. Han nåede dog at instruere sin søn kronprins Frederik om sine planer, inden han døde den 20. januar 1848. Han blev gravsat den 26. februar.

## Socialt arbejde
Caroline Amalie viste allerede som kronprinsesse stor interesse for og medleven i socialt arbejde. Hun deltog i oprettelsen af Det kvindelige Velgørende Selskab i 1815 under dronning Maries ledelse. Selskabet åbnede i 1828 et asyl for små børn, det første af sin art herhjemme.
I maj 1829 grundlagde Caroline Amalie sit eget børneasyl i Gothersgade for børn indtil syv år, hermed havde børneasyltanken for alvor slået rod i Danmark. Dronning Maries asyl og kronprinsesse Caroline Amalies asyl dannede forbilleder for oprettelse af adskillige asyler i København og i Provinsen.
I 1835 knyttede Caroline Amalie den unge teolog Peter Rørdam til sit asyl som lærer, senere som dets bestyrer. Han var en tro discipel af Grundtvig og fandt gennem dennes tanker om den frie skole mulighed for at udfolde denne idé i praksis.
Den 19. september 1841 åbnedes Dronningens Asylskole i Nørregade som skole for børn over syv år. Hermed tog Dronningen igen et væsentligt skridt i udviklingen af arbejdet for dårligt stillede børn. Arbejdsområdet blev yderligere udvidet, da hun den 6. oktober 1843 medvirkede ved oprettelsen af Den Kvindelige Plejeforening (DKP), hvis formål var at støtte trængende barselskvinder under deres sygeleje. Dette virkefelt blev senere udvidet mod svagelige kvinder, især ved at give dem arbejde og fortjeneste i hjemmet. Til kredsen af dronningens nærmeste medarbejdere i det sociale arbejde hørte overhofmesterinde Ingeborg Christiane Rosenørn (1784-1859).
Dronningen hentede megen inspiration hos den tyske filantrop Amalie Sieveking (1794-1859), der betragtes som én af hovedkræfterne bag oprettelsen af den kvindelige diakoni.
Dronningen knyttede i sit asylarbejde nære relationer til præstesønnerne, Otto Harald Boisen (1817-1894) og Peter Outzen Boisen (1815-1862), sønner af biskop Peter Outzen Boisen (1762-1831) på Lolland.
I 1860 ansatte Dronningen fru Susette Augusta Mariboe (1815-1889) som forstanderinde for Asylskolen. Fra 1866 ledede hun tillige et nyoprettet pigehjem, der uddannede tjenestepiger. Hun nød dronningens fulde tillid og udelte sympati. Efter dronningens død deltog hun i arbejdet med at omdanne skolen til en selvejende institution i overensstemmelse med dronningens testamentariske bestemmelse.

## Dronningen og Grundtvig
Kort før jul 1837 blev den livsvarige censur, som Grundtvig i 1826 var blevet pålagt efter en censurdom, ophævet ved kongeligt dekret. Grundtvig var derfor den 16. januar 1838 i audiens hos kronprins Christian Frederik for at takke herfor. Forud for audiensen bad kronprinsessen sin mand om efterfølgende at få lejlighed til at møde Grundtvig. Det var første gang de to mødtes. Kort tid efter blev Grundtvig indbudt til at holde forelæsninger på slottet for kronprinsessen og en række af hendes veninder og hofdamer. Fundamentet for et livsvarigt venskab og et stærkt interessefællesskab mellem kronprinsessen og Grundtvig var dermed lagt.
Grundtvig blev i maj 1839 efter ansøgning udnævnt til præst i Vartov, og kronprinsessen havde herefter sin faste plads i den beskedne hospitalskirke.
Ved åbningen af Dronningens Asylskole i 1841 tilbød Grundtvig sig som direktør for skolen en stilling, han sideløbende varetog i en årrække. I maj 1843 modtog han uventet et tilbud fra dronningen om en studierejse til England på tre måneder, hvorunder han var ledsaget af sønnen Svend Grundtvig. I den følgende vinter holdt Grundtvig sine senere så kendte Brage-snak foredrag, men blev efterfølgende ramt af en depression. Dronningen tilbød familien Grundtvig i sit og Kongens navn, at den i sommeren 1844 kunne tage ophold på Lille Tuborg.
Da Brage-foredragene blev udgivet i bogform blev værket dedikeret: "Til Danmarks Dronning, Dagmar den Anden, Caroline Amalie den Første, Dronning over Dane-Vælde".
I januar 1848 blev kongen ramt af sygdom og døde den 20. januar. Medens den officielle bisættelse fandt sted i Roskilde Domkirke den 26. februar, afholdt Dronningen en mindehøjtidelighed i sit kabinet på Amalienborg, hvor Grundtvig talte. Samme dag afholdtes en mindehøjtidelighed i Vartov Kirke, hvor Grundtvig også talte. Ved begge højtideligheder blev der sunget to af ham til lejligheden forfattede sange.
Dronningens og Grundtvigs nære relationer kommer til udtryk, da Grundtvig i januar 1851 mistede sin hustru Elisabeth, kaldet Lise, og da han senere samme år ægtede fru Marie Toft, født Carlsen, samt da Grundtvig ved hustruens død i sommeren 1854 atter blev enkemand og stod tilbage med den kun tre måneder gamle søn Frederik Lange Grundtvig.
Ved Grundtvigs 50-års præstejubilæum den 29. maj 1861 modtog han som én af dagens første gaver et dannebrogsflag, der var syet af børnene på Dronningens Asylskole samt en flagstang, som drengene i Asylskolen havde udført. Senere på dagen overrakte Dronningen i spidsen for en kreds af kvinder, en syvarmet guldlysestage, til hvilken der var indsamlet bidrag fra hele Norden.
På 50-årsdagen for kronprinsparrets ankomst til København den 15. juli 1865 nedlagde Dronningen på en byggegrund på hjørnet af Rigensgade og Suensonsgade grundstenen til en ny Asylskole, hvor hendes to institutioner kunne samles. Midlerne hertil var tilvejebragt ved en indsamling. Fra Menigheden ved Vartov Kirke modtog hun en luksusudgave af Den Hellige Skrift med et forord af Grundtvig under overskriften: "Dronning! Fra den Menighed i hvis Midte Du tog Sæde..."
På initiativ af rigsdagsmanden, gårdejer Jens Jørgensen i Åle og Asta Grundtvig blev der i sommeren 1863 indbudt til det første vennemøde til afholdelse i forbindelse med Grundtvigs 80 årsdag den 8. september. Vennemødet samlede 700 deltagere og strakte sig over to dage. Dronningen overværede alle møderne, der blev videreført med stigende deltagertal i 1865 og 1866, ligeledes med Dronningen som deltager. Hendes relationer til Grundtvig blev efter hoffets ønske reduceret efter det anfald af sindssyge, der kom til udbrud hos Grundtvig under gudstjenesten i Vartov Kirke Palmesøndag 1867.
For Dronningen var Grundtvig hendes læremester i de kirkelige spørgsmål, og han var hendes inspirator og vejleder i henseende til indhold og virke for hendes asylarbejde.

## Enkedronning
Efter kong Christian VIII ´s død havde Caroline Amalie fortsat sit vinterresidens i palæet på Amalienborg, medens somrene blev tilbragt på Sorgenfri Slot.
Om vinteren deltog hun i Vartovs gudstjenester, medens hun om sommeren søgte Lyngby Kirke. I 1856 fik hun udvirket, at Peter Rørdam i Mern blev kaldet som sognepræst ved Lyngby Kirke, hvorved det stærke venskabslige bånd dem imellem blev yderligere udbygget. Peter Rørdam løste i disse år mange opgaver for dronningen, og det var kun få dage, hvor han ikke under hendes sommerophold kiggede indenfor på Sorgenfri Slot.
Ved dronning Maries død i 1852 blev Caroline Amalie protektor for Det kvindelige velgørende Selskab. Hun tilskyndede til oprettelsen af Diakonissestiftelsen på Frederiksberg, som kronprinsesse Louise i maj 1863 nedlagde grundstenen til.
Som den sidste i den oldenborgerske kongerække modtog hun på 50-årsdagen for sin ankomst til København som kronprinsesse den 15. juli 1865 af kong Christian IX insignierne som Storkommandør af Dannebrogsordenen, der var den højeste orden, som kvinder på den tid kunne modtage.
Den kronologiske Samling på Rosenborg Slot modtog i 1879 hendes billede, som hun overrakte med ordene: "Jeg ville dog så gerne mindes af det danske folk, som jeg stedse med kærlighed har båret i mit hjerte".

## Død og bisættelse
Dronningen døde på Amalienborg den 9. marts 1881 omgivet af den kongelige familie. Hun var indtil få dage før sin død optaget af sin sociale virksomhed.
Hun blev gravsat i Frederik den V´s kapel i Roskilde Domkirke. Hendes omfattende velgørenhedsarbejde gav hende eftermælet: "Fattigbørns Moder" og "Den kongelige Fostermoder for de Smaa". Hun havde testamentarisk bestemt, at hendes formue skulle tilfalde hendes asyl og asylskole, som nu er Den selvejende Institution Dronning Caroline Amalie.
I 1900 blev "Caroline Amalie Vej" i Lyngby-Taarbæk Kommune opkaldt efter enkedronningen.

## Fodnoter
1. 1 2  Under enevælden (1660–1848) blev de danske konger formelt ikke kronede, men blot salvede af kirken, da de som arvekonger blev anset for at have fået deres magt fra Gud, og intet menneske derfor havde ret til at sætte kronen på deres hoveder. I daglig tale blev denne ceremoni dog også i samtiden omtalt som kroning.[1]